# ام‌وی سی‌شل
ام‌وی سی‌شل (به انگلیسی: MV Seashell) یک کشتی بود که طول آن ۱۴۴ فوت ۰ اینچ (۴۳٫۸۹ متر) بود. این کشتی در سال ۱۹۴۳ ساخته شد.